# القمة الثالثة والثلاثون لمجموعة الثماني
انعقدت القمة الثالثة والثلاثون لمجموعة الثماني في فندق كمبينسكي جراند ، في الفترة من 6 إلى 8 يونيو/حزيران 2007. انعقدت القمة في هايليجندام في ولاية مكلنبورغ فوربومرن في شمال ألمانيا على ساحل بحر البلطيق. وتشمل المواقع السابقة لقمة مجموعة السبع/مجموعة الثماني التي استضافتها ألمانيا بون (1978 ، 1985)، وميونيخ (1992)، وكولونيا (1999).

## ملخص

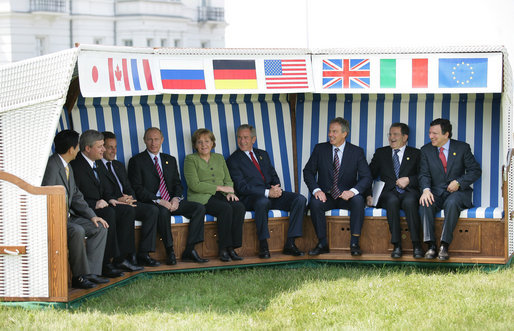
قادة مجموعة الثماني يجلسون في ستراندكورب في فندق جراند هيليجندام

كانت مجموعة السبع (G7) منتدى غير رسمي جمع رؤساء أغنى الدول الصناعية: فرنسا، وألمانيا، وإيطاليا، واليابان، والمملكة المتحدة، والولايات المتحدة، وكندا بداية من عام 1976. تأسست مجموعة الثماني، التي اجتمعت لأول مرة عام 1997، بإضافة روسيا. بالإضافة إلى ذلك، أصبح رئيس المفوضية الأوروبية مشاركًا رسميًا في القمم منذ عام 1981. ولم يكن المقصود من القمم أن ترتبط بشكل رسمي بمؤسسات دولية أوسع نطاق؛ وفي واقع الأمر، كان التمرد الخفيف ضد الشكليات الصارمة التي تتسم بها الاجتماعات الدولية الأخرى جزءاً من نشأة التعاون بين الرئيس الفرنسي فاليري جيسكار ديستان والمستشار الألماني الغربي هيلموت شميت عندما تصورا القمة الأولى لمجموعة الستة عام 1975. وألهمت قمم مجموعة الثماني خلال القرن الحادي والعشرين مناقشات واحتجاجات ومظاهرات واسعة النطاق؛ وأصبح الحدث الذي يستمر يومين أو ثلاثة أيام أكثر من مجرد مجموع أجزائه، حيث ارتقى بالمشاركين والقضايا والمكان إلى مستوى نقاط محورية للضغط من جانب النشطاء.

## القادة في القمة
كانت القمة الثالثة والثلاثون لمجموعة الثماني هي القمة الأولى للرئيس الفرنسي نيكولا ساركوزي. كما كانت الأخيرة لرئيس الوزراء البريطاني توني بلير ورئيس الوزراء الإيطالي رومانو برودي.

### المشاركون
هؤلاء المشاركون في القمة هم"الأعضاء الأساسيون"الحاليون للمنتدى الدولي:
| المشاركون في قمة الثماني ال33 تظهر الدولة المضيفة والزعيم بالخط العريض. |                               |                            |                              |
| العضو                                                                   | العضو                         | الحضور                     | المنصب                       |
| كندا                                                                    | كندا                          | ستيفن هاربر                | رئيس وزراء كندا              |
| فرنسا                                                                   | فرنسا                         | نيكولا ساركوزي             | رئيس فرنسا                   |
| ألمانيا                                                                 | ألمانيا                       | أنغيلا ميركل               | مستشار ألمانيا               |
| إيطاليا                                                                 | إيطاليا                       | رومانو برودي               | رئيس وزراء إيطاليا           |
| اليابان                                                                 | اليابان                       | Shinzō Abe                 | رئيس وزراء اليابان           |
| روسيا                                                                   | روسيا                         | فلاديمير بوتين             | الرئيس الروسي                |
| المملكة المتحدة                                                         | المملكة المتحدة               | توني بلير                  | رئيس وزراء المملكة المتحدة   |
| الولايات المتحدة                                                        | الولايات المتحدة              | جورج بوش الابن             | رئيس الولايات المتحدة        |
| الاتحاد الأوروبي                                                        | الاتحاد الأوروبي              | دوراو باروسو               | رئيس المفوضية الأوروبية      |
| الاتحاد الأوروبي                                                        | الاتحاد الأوروبي              | أنجيلا ميركل               | رئيس المجلس الأوروبي         |
| الضيوف المدعوون (الدول)                                                 |                               |                            |                              |
| العضو                                                                   | العضو                         | الحضور                     | المنصب                       |
| الجزائر                                                                 | الجزائر                       | عبد العزيز بوتفليقة        | رئيس الجزائر                 |
| البرازيل                                                                | البرازيل                      | لويس إيناسيو لولا دا سيلفا | رئيس البرازيل                |
| الصين                                                                   | الصين                         | هو جينتاو                  | President                    |
| إثيوبيا                                                                 | إثيوبيا                       | ملس زيناوي                 | رئيس وزراء إثيوبيا           |
| غانا                                                                    | غانا                          | جون كوفور                  | رئيس غانا                    |
| الهند                                                                   | الهند                         | مانموهان سينغ              | رئيس وزراء الهند             |
| المكسيك                                                                 | المكسيك                       | فيليبي كالديرون            | رئيس المكسيك                 |
| نيجيريا                                                                 | نيجيريا                       | عمر يارادوا                | رئيس نيجيريا                 |
| السنغال                                                                 | السنغال                       | عبد الله واد               | قائمة رؤساء السنغال          |
| جنوب إفريقيا                                                            | جنوب إفريقيا                  | تابو إيمبيكي               | رئيس جنوب إفريقيا            |
| الضيوف المدعوون (المؤسسات الدولية)                                      |                               |                            |                              |
| العضو                                                                   | العضو                         | الحضور                     | المنصب                       |
|                                                                         | الاتحاد الإفريقي              | جون كوفور                  | رئيس مفوضية الاتحاد الإفريقي |
| ألفا عمر كوناري                                                         | الاتحاد الإفريقي              | رئيس الاتحاد الإفريقي      |                              |
| رابطة الدول المستقلة                                                    | رابطة الدول المستقلة          | نور سلطان نزارباييف        | المدير التنفيذي              |
| الوكالة الدولية للطاقة الذرية                                           | الوكالة الدولية للطاقة الذرية | محمد البرادعي              | المدير العام                 |
| الأمم المتحدة                                                           | الأمم المتحدة                 | بان كي مون                 | الامين العام                 |
|                                                                         | يونسكو                        | كوشيرو ماتسوؤرا            | المدير العام                 |
|                                                                         | البنك الدولي                  | بول ولفويتس                | الرئيس                       |
| منظمة الصحة العالمية                                                    | منظمة الصحة العالمية          | مارغريت تشان               | المدير العام                 |
|                                                                         | منظمة التجارة العالمية        | باسكال لامي                | المدر العام                  |

## الأولويات

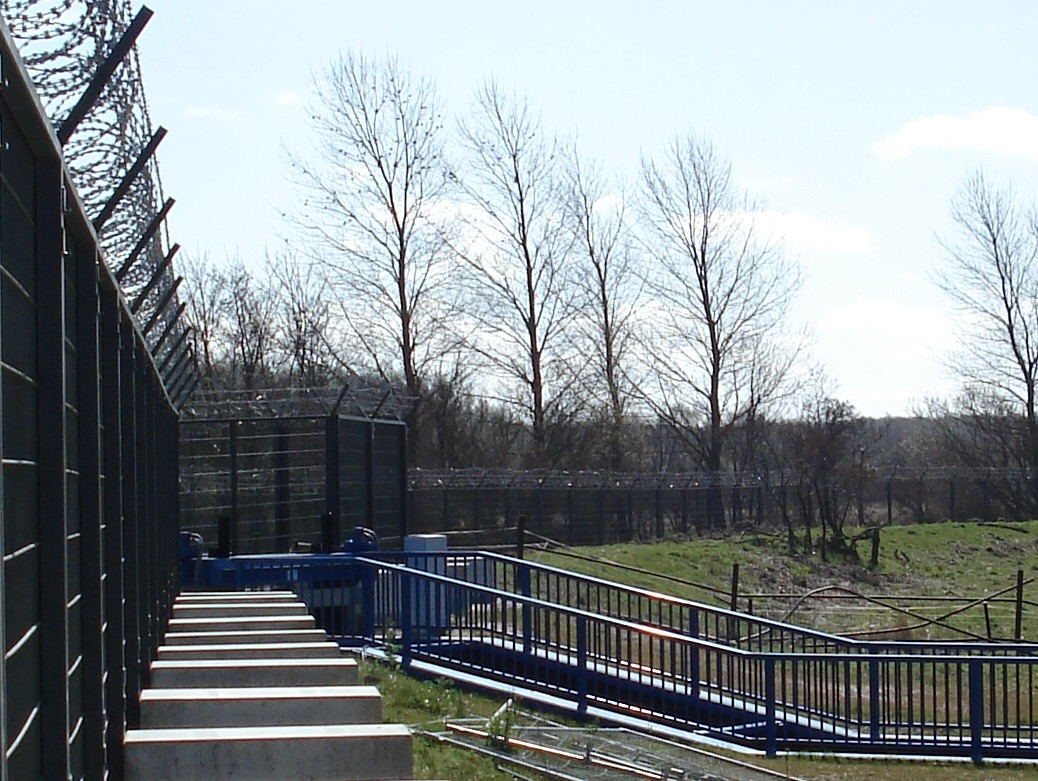
تم تصميم سياج الأمن في هايليجندام بحيث لا يمكن تجاوزه.

تقليديا، تحدد الدولة المضيفة لقمة مجموعة الثماني جدول أعمال القمة، والتي تجري في المقام الأول بين موظفي الخدمة المدنية متعددي الجنسيات في الأسابيع التي تسبق القمة نفسها، مما يؤدي إلى إصدار إعلان مشترك يمكن لجميع البلدان الموافقة على التوقيع عليه. وبشكل ستمر يبقى أمن زعماء العالم وأمن مكان انعقاد القمة يشكل أولوية قصوى طوال الوقت.

## القضايا
وكان الهدف من القمة أن تكون لحل الخلافات بين أعضائها. ومن الناحية العملية، تم تصور القمة أيضًا كفرصة لأعضائها لتشجيع بعضهم البعض في مواجهة القرارات الاقتصادية الصعبة. لقد ظل التركيز التقليدي لمجموعة الثماني على القضايا الاقتصادية الكلية والتجارة يشكل أهمية بالغة، ولكن هذا المحور الأساسي تعزز من خلال التركيز الموسع على البيئة، وتحقيق الأهداف الإنمائية للألفية، وقضايا الأمن العابرة للحدود مثل الإرهاب. وظلت الجريمة العابرة للحدود الوطنية أيضًا في صدارة قضايا القمة.

## الجدول الزمني والأجندة
وفي ختام القمة ال32 لمجموعة الثماني في روسيا، أعلنت المستشارة الألمانية أنجيلا ميركل أن جدول أعمال قمة مجموعة الثماني عام 2007 لم يتحدد بعد، ولكن"النضال ضد الفقر في جميع أنحاء العالم سيكون أولوية". وفق الموقع الرسمي لرئاسة ألمانيا، كان شعار القمة"النمو والمسؤولية"، مع التركيز على"الاستثمار والابتكار والاستدامة"، و"أفريقيا: الحكم الرشيد والاستثمار المستدام والسلام والأمن". كما ستكون قضايا الشفافية في الأسواق المالية والملكية الفكرية وكفاءة الطاقة على جدول الأعمال، فضلاً عن المحادثات بشأن تغير المناخ. في 13 أبريل 2007، أصدرت منظمة تغيير الزيت الدولية مسودة مسربة للبيان الاقتصادي. بدأ وزراء مالية مجموعة الثماني اجتماعات ما قبل القمة في 30 مايو 2007.

## الاحتجاجات والمظاهرات

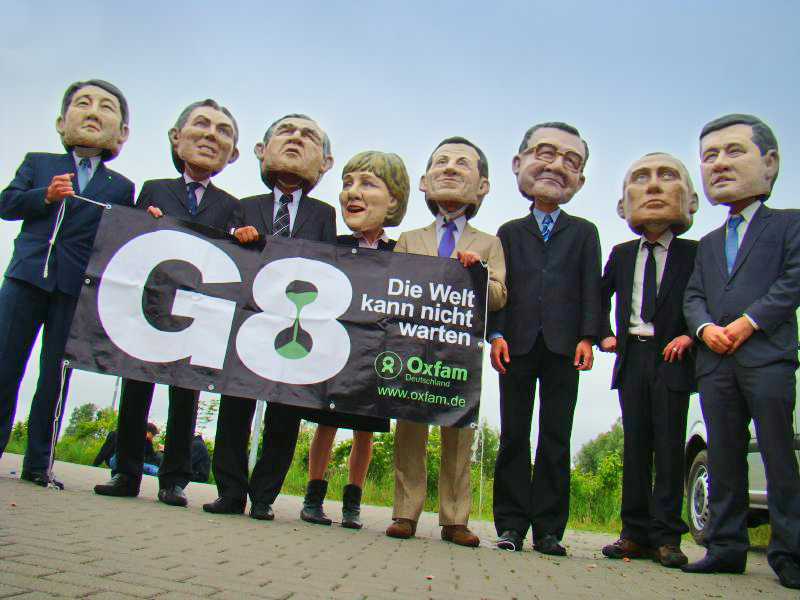
حملة دعائية قبل القمة من قبل منظمة أوكسفام الدولية

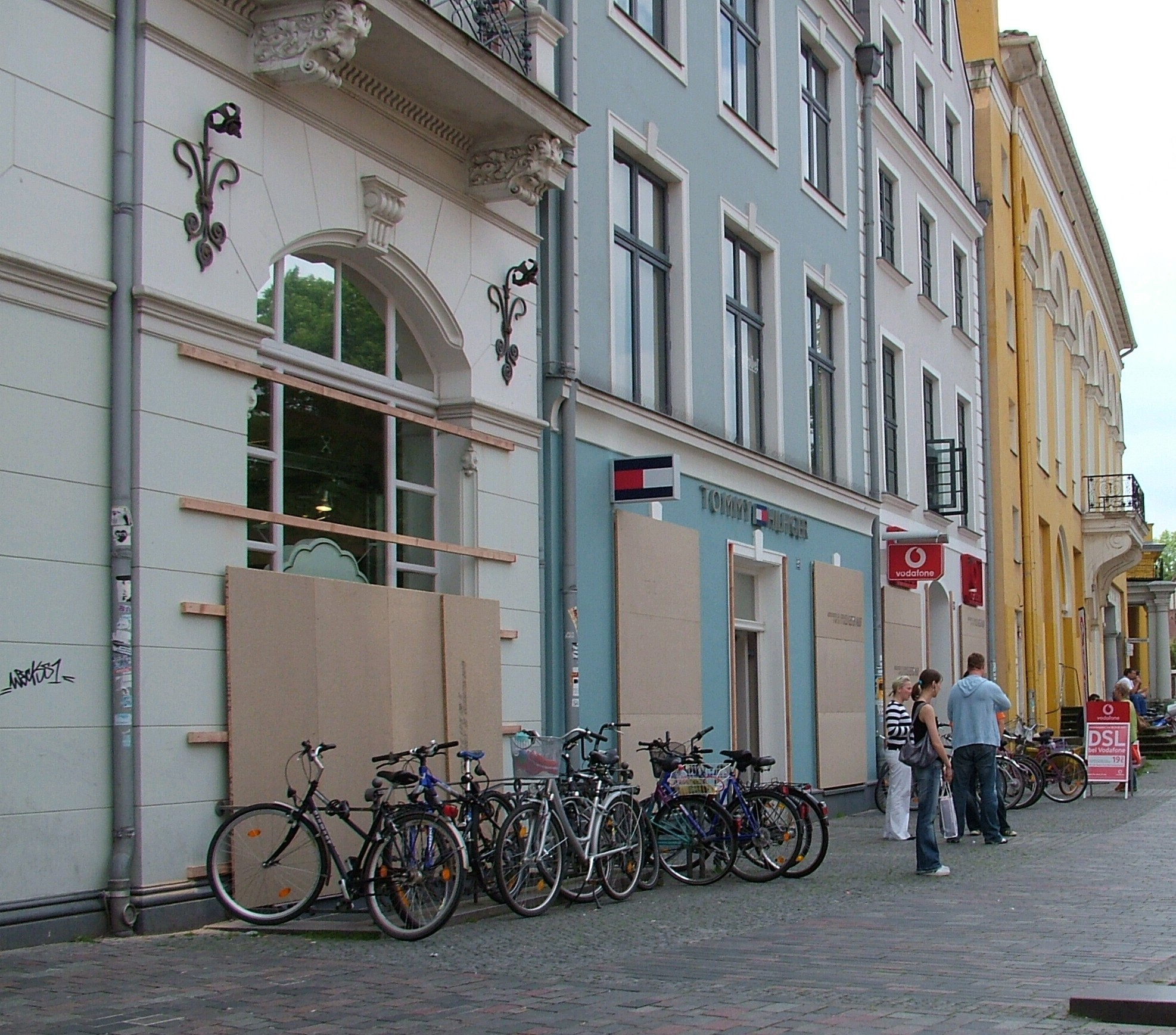
في ظل توقعات باندلاع احتجاجات عنيفة، قام أصحاب المتاجر في روستوك بإغلاق متاجرهم.

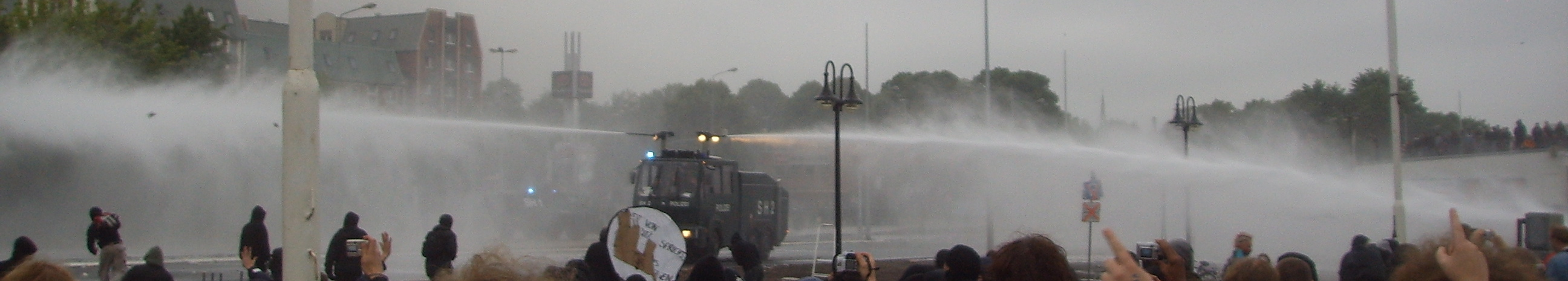
مدفع المياه قيد التشغيل خلال احتجاجات الثاني من يونيو في روستوك

وكما حدث مع كل قمم مجموعة الثماني الأخيرة، أثار هذا الحدث احتجاجات واسعة النطاق، كجزء من الحركة المناهضة للعولمة. وقد جرت المظاهرة الرئيسية في الثاني من يونيو 2007 في مدينة روستوك القريبة وكانت بمثابة بداية أسبوع من الاحتجاجات والحصار. وتحدث المنظمون عن مشاركة ما يصل إلى 80 ألف مشارك، في حين قدرت الشرطة العدد بنحو 25 ألف مشارك. وفي نهاية احتجاجات الثاني من يونيو/حزيران، وقعت اشتباكات عنيفة بين المتظاهرين والشرطة، اقتصرت بشكل أساسي على منطقة صغيرة في الميناء. في البداية، أثارت هذه الأحداث مبالغة إعلامية واسعة النطاق، حيث زعمت التقارير الأولية إصابة ما يقرب من 1000 شخص (433 ضابط شرطة ألماني، 30-33 منهم تطلبوا دخول المستشفى،  و520 متظاهر، 20 منهم تطلبوا دخول المستشفى). وفي وقت لاحق، أصبحت هذه الأرقام موضع نزاع. وفقًا لتقديرات الشرطة، قاد 2000 من المستقلين أعمال الشغب، وأشعلوا النار في 3 سيارات وأقاموا حواجز مؤقتة؛ ففر العديد من المتظاهرين السلميين من العمل وردت الشرطة في حالة من الذعر. تم اعتقال أكثر من 1000 متظاهر، وتمت محاكمة وإدانة تسعة منهم خلال القمة. تم طرد المئات. وفقًا لمنظمة المحامين الديمقراطيين الأوروبيين غير الحكومية:
وكانت الأدلة التي تم جمعها بهذه الطريقة متناقضة تماما، وكما أشير سابقا، تم إطلاق سراح جميع المعتقلين بعد فترات قصيرة من الزمن. في واقع الأمر، كل هذا يمثل نظاماً غير قانوني للفهرسة الجماعية والإرهاب النفسي. وكانت الشرطة تدرك أن السلطة القضائية لم تؤكد هذه الاعتقالات ولكنها واصلت القيام بذلك بهدف مختلف. ولم يكن الهدف هو اعتقال المشتبه بهم، بل فهرسة عدد كبير من المتظاهرين، والترهيب النفسي للمحتجين، وإنشاء سجلات كاذبة لاستخدامها في مناسبات أخرى. 
في 2 يونيو 2007، وقعت احتجاجات على ضفة النهر المقابلة لمبنى البرلمان في لندن، وكانت في الأساس بمثابة تذكير بالوعود السابقة التي قطعتها مجموعة الثماني (والتي رأى المتظاهرون أنها لم تتحقق) بشأن تخفيف الديون، تحت عنوان"مجموعة الثماني ــ العالم لا يستطيع الانتظار"و"الاستيقاظ على الفقر". كانت الاحتجاجات ثابتة، مع مسيرات صغيرة تتجه من منتزه لامبيث وقاعة ميثوديست المركزية، على طريق يبدأ عند سفح برج فيكتوريا، على طول ضفة النهر في حدائق برج فيكتوريا، والجانب الشمالي من جسر لامبيث، والضفة الجنوبية للنهر مقابل البرلمان حتى (ولكن ليس بما في ذلك) جسر وستمنستر. وقد تضمن ذلك بشكل أساسي قيام المتظاهرين بضبط المنبهات في الساعة الثانية كان الاجتماع بمثابة"دعوة للاستيقاظ"لمجموعة الثماني، وقد مر دون وقوع أي حوادث.

## الإنجازات

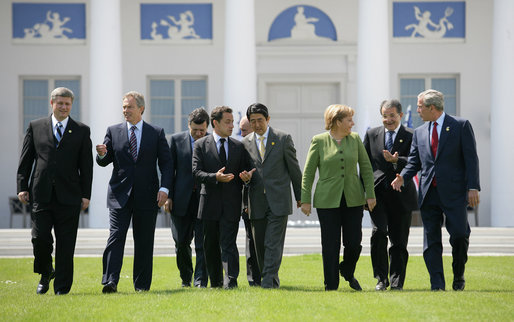
"صورة جماعية"لمجموعة الثماني في قمة هيليغيندام. من اليسار إلى اليمين: رئيس الوزراء الكندي ستيفن هاربر ؛ رئيس الوزراء البريطاني توني بلير ؛ خوسيه مانويل دوراو باروسو، رئيس المفوضية الأوروبية؛ الرئيس الفرنسي نيكولا ساركوزي ؛ الرئيس الروسي فلاديمير بوتن ؛ رئيس الوزراء الياباني شينزو آبي ؛ المستشارة الألمانية أنجيلا ميركل ؛ رئيس الوزراء الإيطالي رومانو برودي ؛ والرئيس الأميركي جورج دبليو بوش.

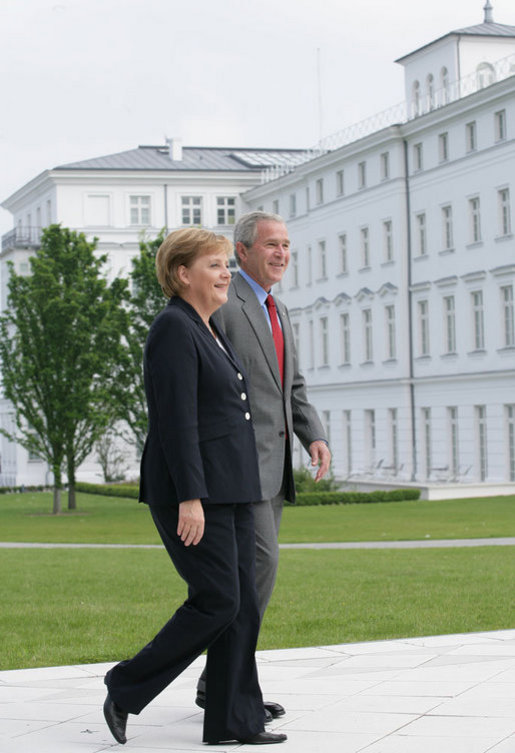
الرئيس الأمريكي جورج دبليو بوش والمستشارة الألمانية أنجيلا ميركل في القمة.

قمة مجموعة الثماني هي حدث دولي يتم مراقبته وتغطيته من قبل وسائل الإعلام الإخبارية، ولكن استمرار أهمية مجموعة الثماني بعد أكثر من 30 عامًا أمر غير واضح إلى حد ما. ويرى أكثر من محلل أن قمة مجموعة الثماني ليست المكان المناسب لتوضيح تفاصيل أي قضية سياسية صعبة أو مثيرة للجدل في سياق حدث يستمر ثلاثة أيام. بل إن الاجتماع يوفر فرصة لطرح مجموعة من القضايا المعقدة والمترابطة في بعض الأحيان. إن قمة مجموعة الثماني تجمع الزعماء معًا"ليس لكي يتمكنوا من ابتكار حلول سريعة، بل لكي يتحدثوا ويفكروا فيها معًا".

### الاحتباس الحراري العالمي
وفي بيان غير ملزم صدر يوم الخميس 7 يونيو/حزيران، أُعلن أن دول مجموعة الثماني"ستهدف إلى خفض انبعاثات ثاني أكسيد الكربون العالمية إلى النصف على الأقل بحلول عام 2050". وقد تركت التفاصيل التي من شأنها تمكين تحقيق هذا الهدف النبيل للتفاوض.
وكان من المتوقع أن يعمل وزراء البيئة في مجموعة الثماني معًا في إطار اتفاقية الأمم المتحدة الإطارية بشأن تغير المناخ في عملية تشمل أيضًا الاقتصادات الناشئة الرئيسية. وسوف تتمكن مجموعات البلدان أيضًا من التوصل إلى اتفاقيات إضافية بشأن تحقيق هذا الهدف خارج إطار عملية الأمم المتحدة وبالتوازي معها.
وأعلنت مجموعة الثماني أيضًا عن رغبتها في استخدام العائدات من مزاد حقوق الانبعاثات والأدوات المالية الأخرى لدعم مشاريع حماية المناخ في البلدان النامية.
وقد رحب رئيس الوزراء البريطاني توني بلير بالاتفاق ووصفه بأنه"خطوة كبيرة إلى الأمام". وكان الرئيس الفرنسي نيكولا ساركوزي يفضل أن يتم تحديد رقم ملزم لخفض الانبعاثات. ويبدو أن الرئيس الأميركي جورج دبليو بوش منع هذا الأمر إلى أن أقدمت البلدان الأخرى الرئيسية المسببة لانبعاث الغازات المسببة للاحتباس الحراري، مثل الهند والصين، على التزامات مماثلة.

### نظام الدفاع الصاروخي
وفي طريقه إلى القمة، حاول بوش تهدئة المخاوف الروسية بشأن الخطط الأميركية لبناء مجمع دفاع صاروخي في بولندا وجمهورية التشيك، من خلال تصريحات بدت وكأنها تدعو روسيا للمشاركة في المشروع. وفي القمة، رد الرئيس الروسي فلاديمير بوتن باقتراح وضع أنظمة الرادار الخاصة بنظام الدفاع الصاروخي المقترح في أذربيجان. ورد بوش بدوره على ذلك ووصف أفكار بوتن بأنها"اقتراح مثير للاهتمام".

### ماسسة مجموعة 8 + 5
أعلنت المستشارة أنجيلا ميركل عن إنشاء"عملية هايليجندام"التي سيتم من خلالها تنفيذ المؤسسية الكاملة للحوار الدائم بين دول مجموعة الثماني وأكبر خمسة اقتصادات ناشئة. وتضع هذه العملية حداً للنقاش حول توسيع مجموعة الثماني إلى مجموعة افتراضية مكونة من تسع دول أو إحدى عشرة دولة وهكذا، حيث أعلنت ميركل أن"الهدف هو تماسك كل هذه الدول في مجموعة واحدة يطلق عليها مجموعة الثماني + خمس".

### اتحاد البنية التحتية لأفريقيا
تأسس اتحاد البنية التحتية لأفريقيا (ICA) في القمة الحادية والثلاثين لمجموعة الثماني في جلين إيجلز، اسكتلندا في المملكة المتحدة عام 2005. ومنذ ذلك الوقت، أصبح الاجتماع السنوي للرابطة الدولية للحلف يستضيفه تقليديا البلد الذي يتولى رئاسة مجموعة الثماني ـ في روسيا عام 2007.

### فيديو مثير للجدل لساركوزي
وعلى النقيض من التلفزيون الفرنسي، بثت شبكة التلفزيون البلجيكية مقطع فيديو لساركوزي يبدو فيه وكأنه في حالة تشبه "ما بعد تعاطي الكحول" بعد محادثة مع فلاديمير بوتن.

### احتمال تسميم الوفد الأمريكي
في مذكراتها المكتوبة، تشير السيدة الأولى السابقة للولايات المتحدة لورا بوش إلى أن أعضاء الوفد الأمريكي، بما في ذلك الرئيس والسيدة بوش، ربما تعرضوا للتسمم أثناء وجودهم في القمة. أشارت التقارير اللاحقة إلى أن الرئيس والسيدة الأولى ربما كانا ضحايا لمتلازمة هافانا.

## المكان

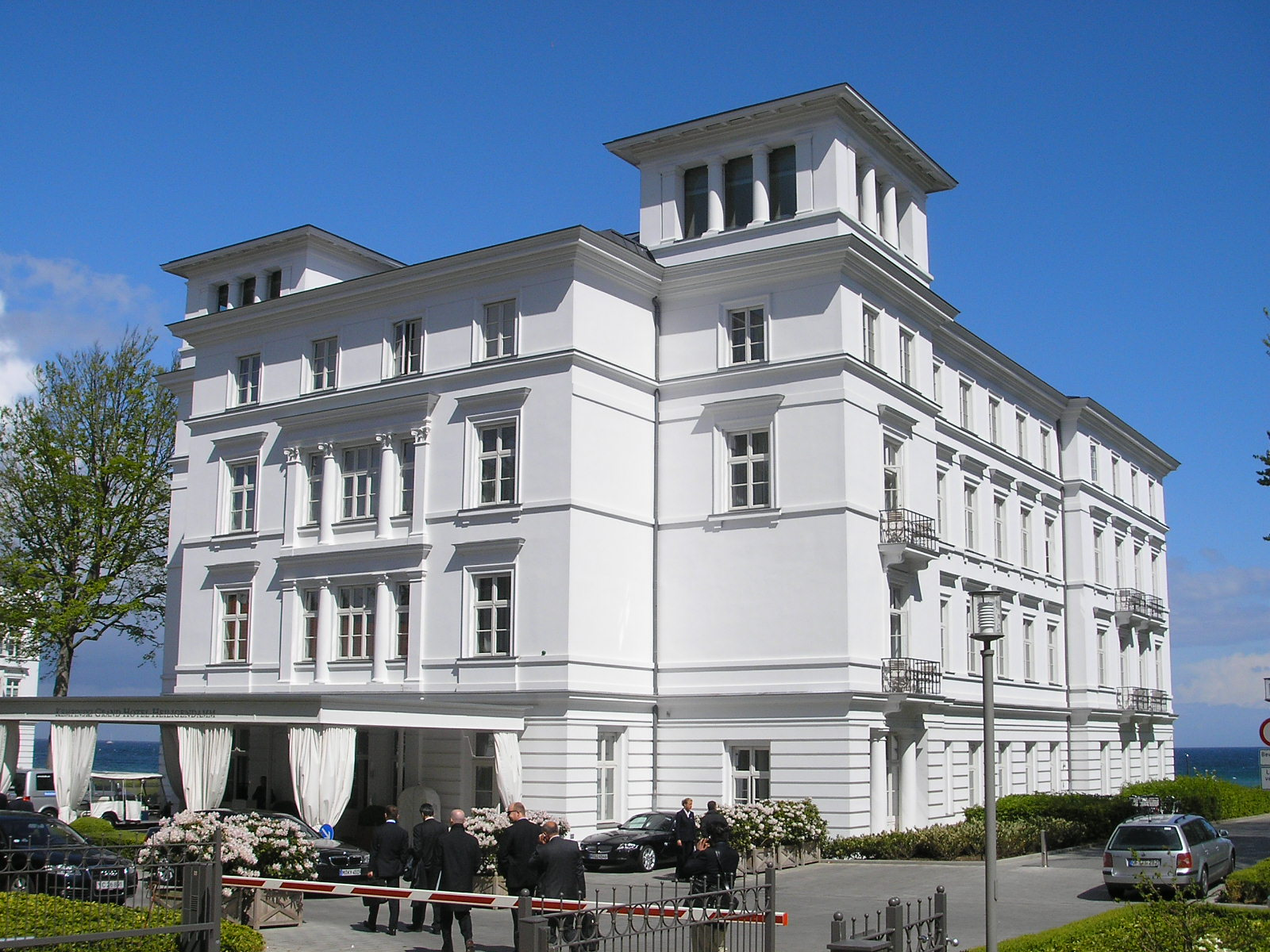
فندق كمبينسكي جراند هيليغيندام

تقع مدينة هايليجندام على بحر البلطيق بالقرب من مدينة روستوك، وهو أقدم منتجع ساحلي في ألمانيا،  تم تطويره عام 1793 كنقطة التقاء ساحلية للنبلاء والمجتمع الراقي بالقرب من فريدريك فرانسيس الأول، دوق مكلنبورغ. تم اختيارها كمكان لقمة مجموعة الثماني بسبب موقعها المعزول، تحسبا للاحتجاجات مثل تلك التي حدثت في جلين إيجلز وسانت بطرسبرغ. تم تسوير موقع القمة بـ 12 حاجز بطول كيلومتر، بتكلفة تقريبية تبلغ 12.4 مليون يورو.
كانت هايليجندام بمثابة الملجأ الصيفي للعائلة الإمبراطورية الروسية، التي كانت مرتبطة بدوقات مكلنبورغ. بمناسبة قمة مجموعة الثماني، تم هدم مقر الإقامة الصيفي السابق للعائلة الإمبراطورية لإفساح المجال لمركز إعلامي، ولكن أعيد بناؤه عام 2010.

## فرص الاعمال
بالنسبة لبعض الناس، أصبحت قمة مجموعة الثماني حدث مدر للربح؛ كما هو الحال، على سبيل المثال، المجلات الرسمية للقمة التي تم نشرها تحت رعاية الدول المضيفة لتوزيعها على جميع الحاضرين منذ عام 1998. وشملت الاحتياطات الأمنية سياج يبلغ ارتفاعه 8 أقدام وطوله 7.5 ميل بتكلفة 17 مليون دولار، ويعلوه سلك شائك وأسلاك شائكة، والذي يحيط بالمدخل البري للمنتجع؛ ولكن لم يتم الإبلاغ عن أي احتجاجات من جانب موردي مواد السياج.

## معرض القادة المشاركين

### المشاركون الأساسيون في مجموعة الثماني

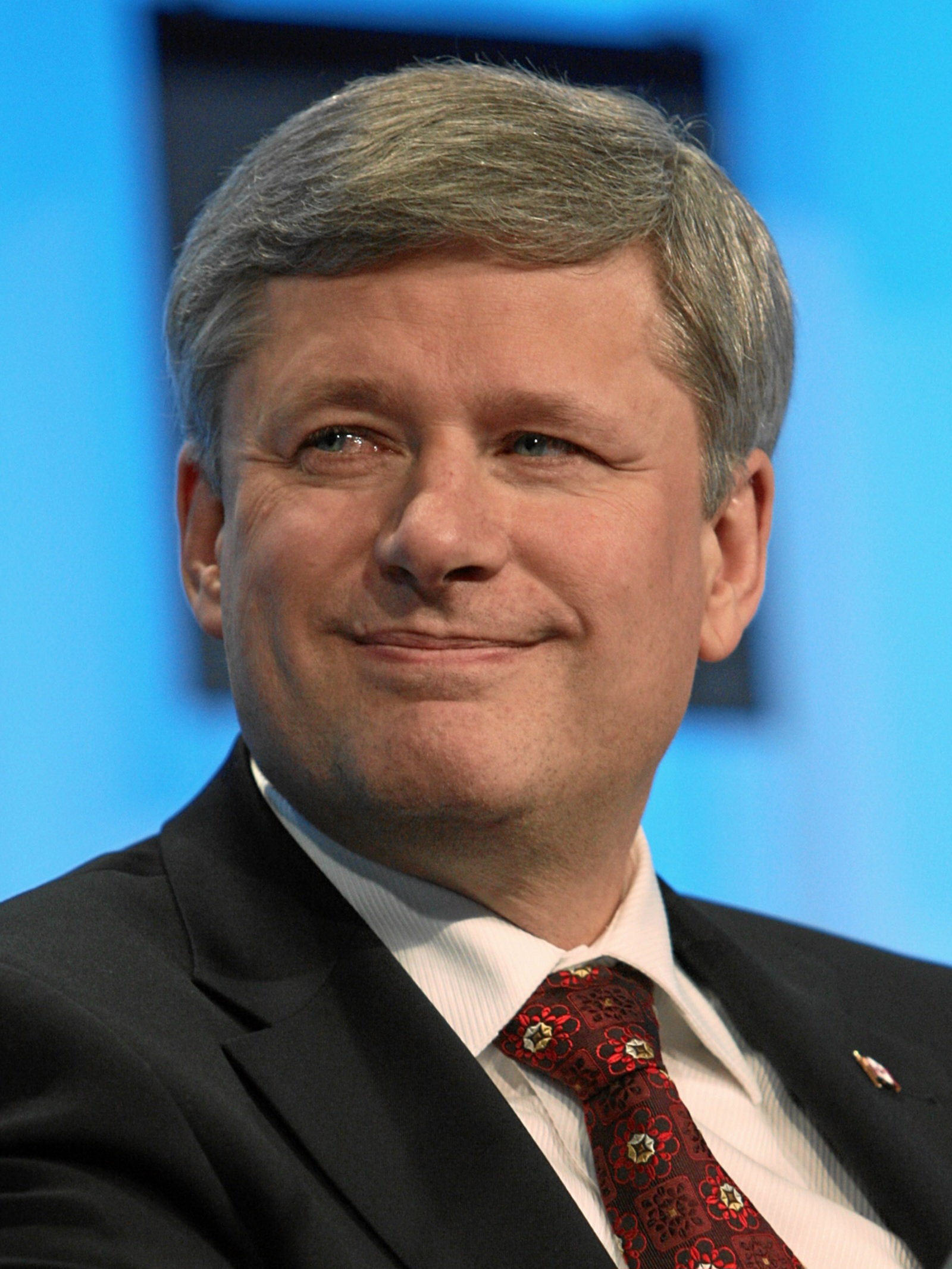
كندا ستيفن هاربر رئيس الوزراء
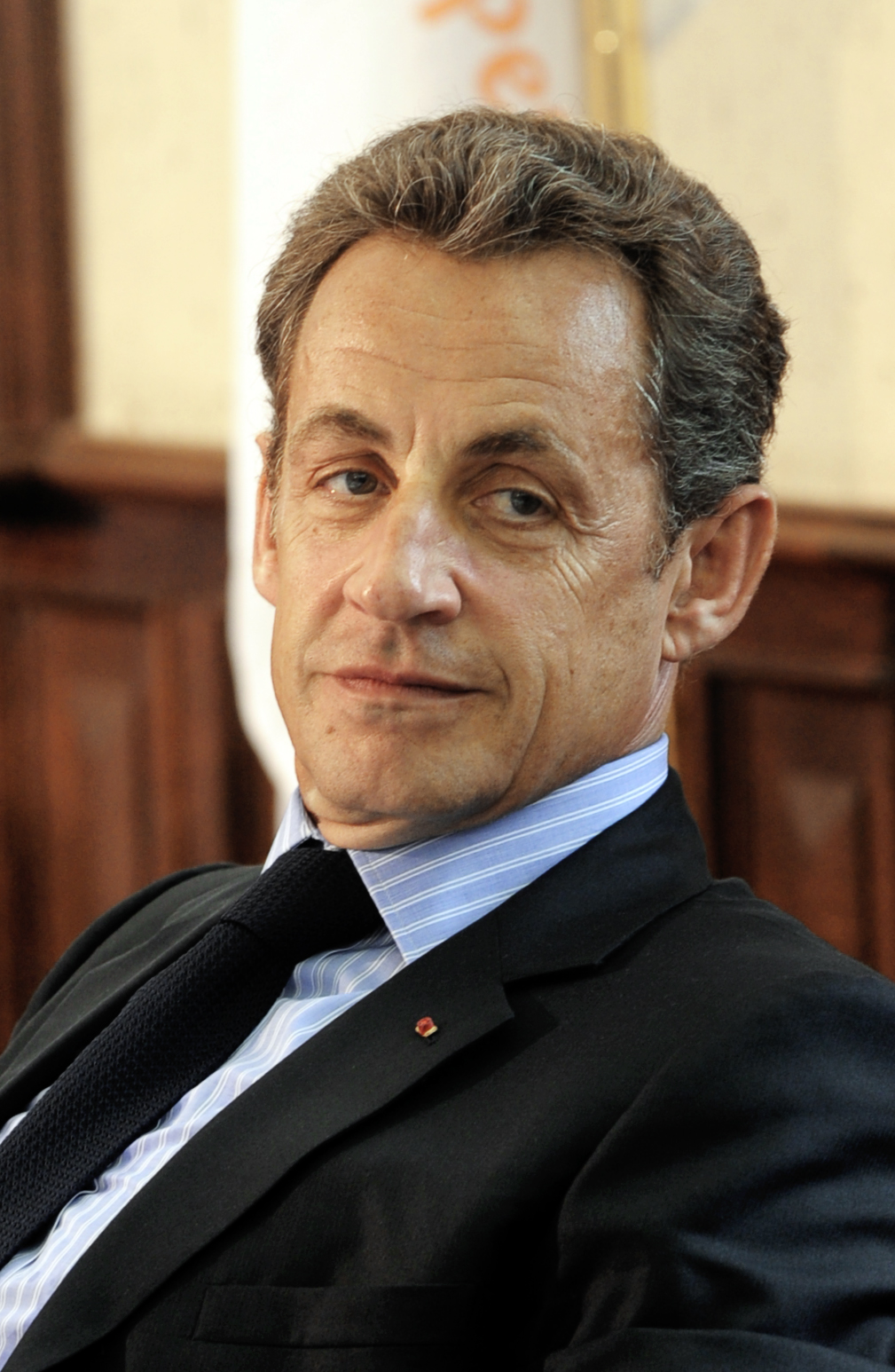
فرنسا نيكولا ساركوزي الرئيس
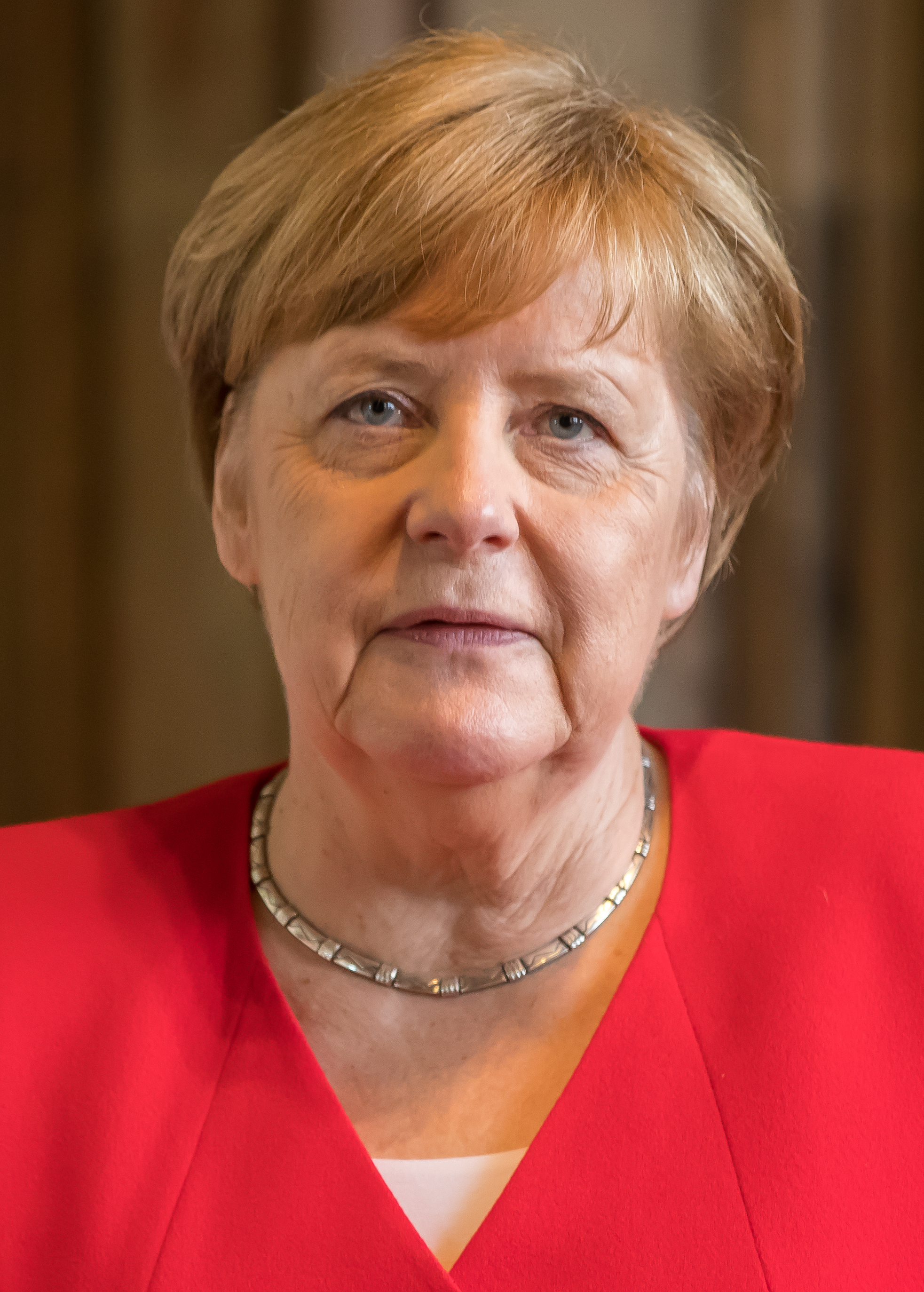
ألمانيا أنجيلا ميركل المستشار (المضيف)
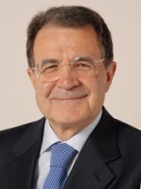
إيطاليا رومانو برودي رئيس الوزراء
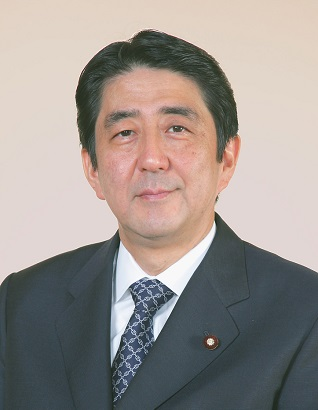
اليابان شينزو آبي، رئيس الوزراء
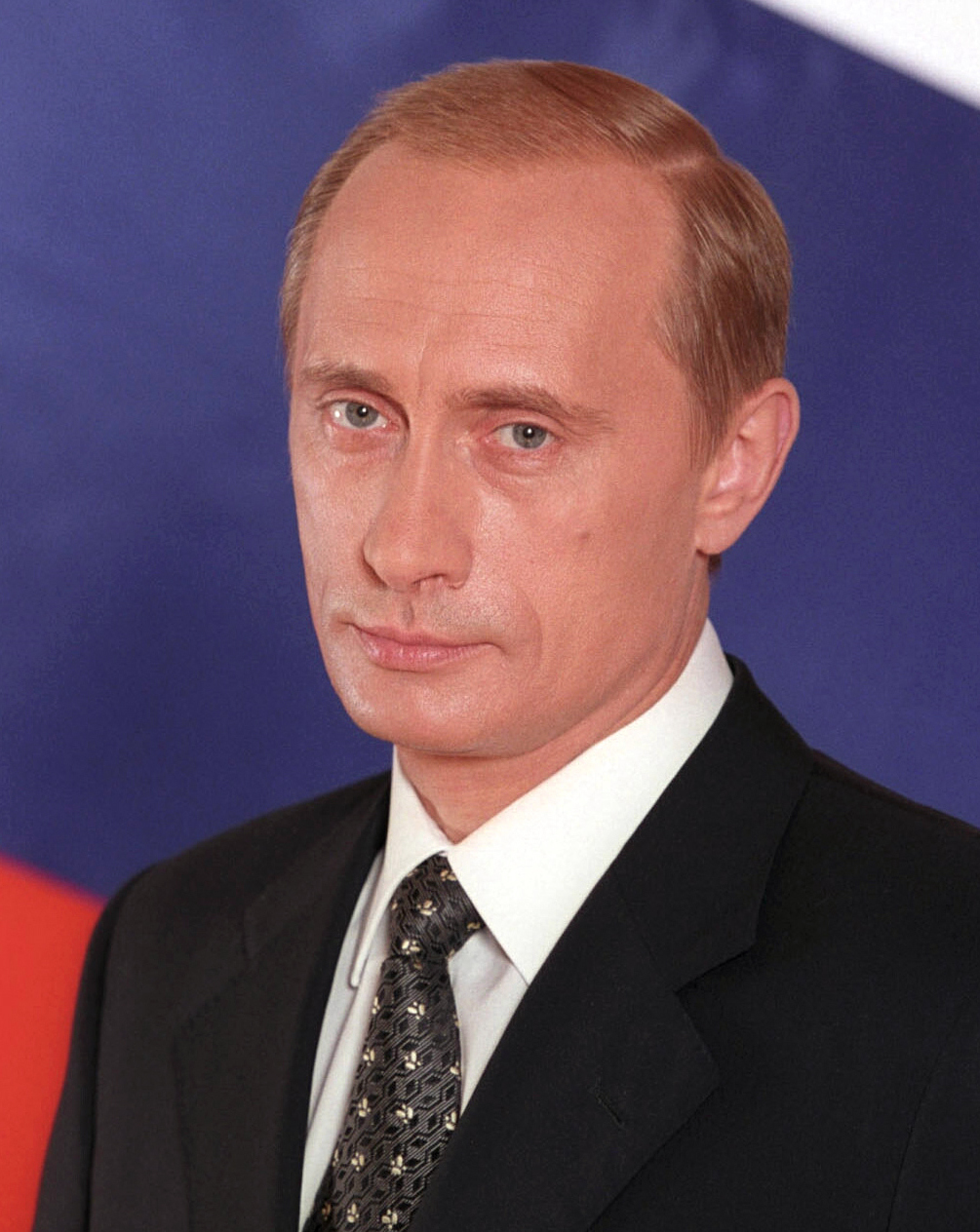
روسيا فلاديمير بوتن الرئيس
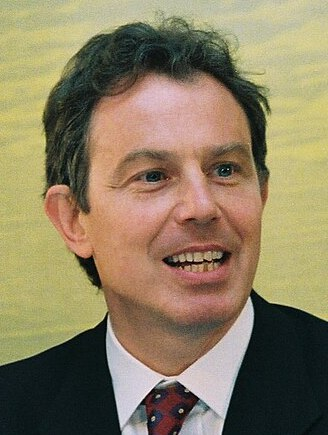
المملكة المتحدة توني بلير رئيس الوزراء
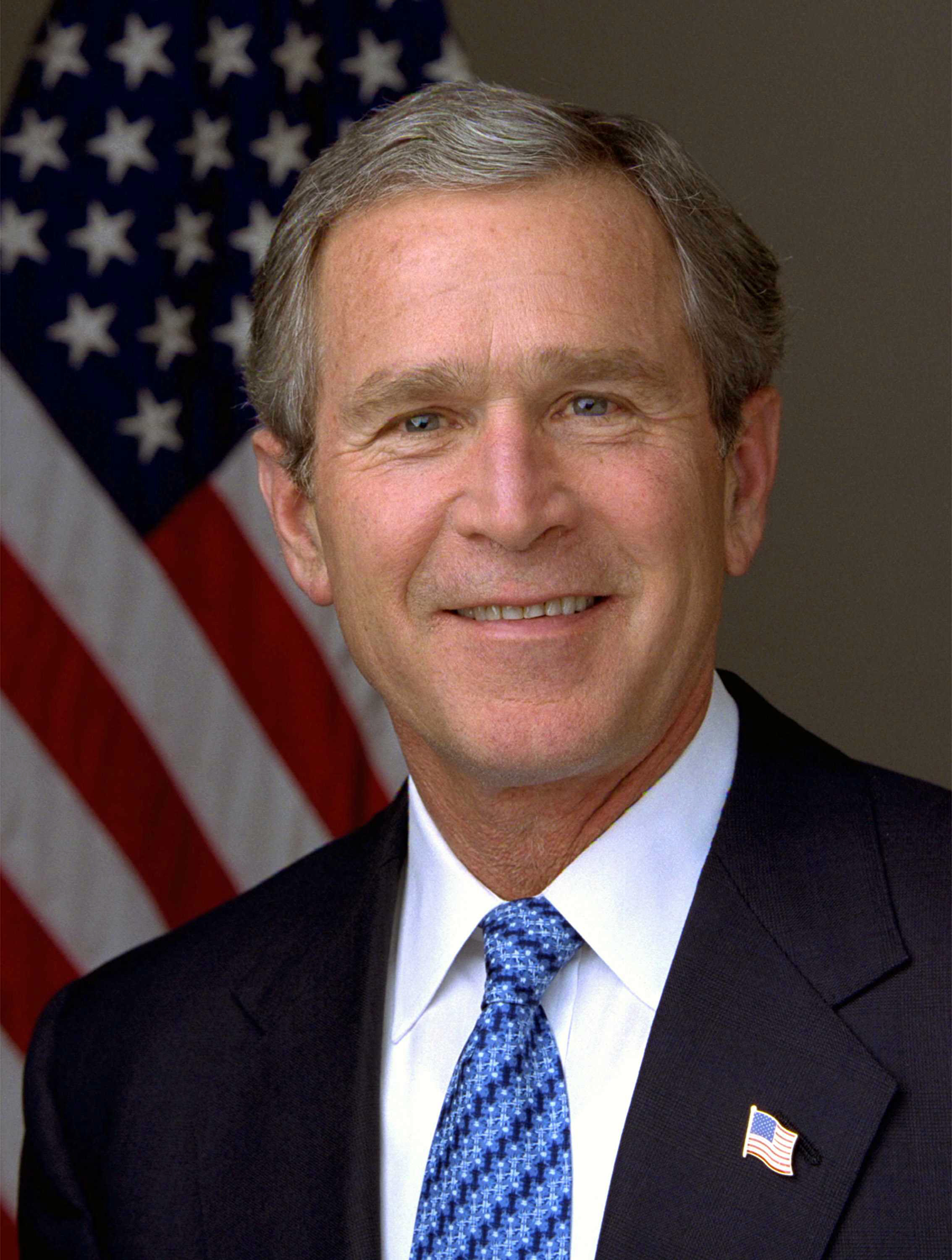
الولايات المتحدة جورج دبليو بوش الرئيس
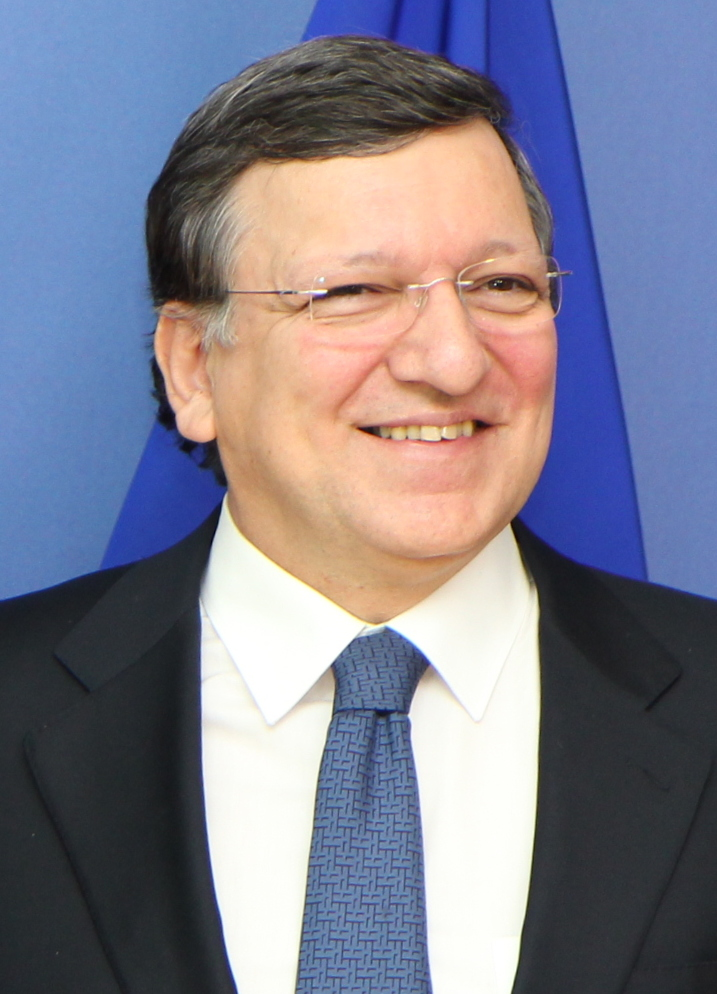
الاتحاد الأوروبي خوسيه مانويل باروسو، رئيس المفوضية